# Siniša Zlatković
Siniša Zlatković, szerbül: Синиша Златковић (Szendrő, 1934. április 16. –) szerb labdarúgóhátvéd.

## Pályafutása

### Klubcsapatokban
1947 és 1950 között a Naša Krila Zemun, 1951 és 1955 között a Crvena zvezda labdarúgója volt. Az 1952–53-es idényben tagja volt a Crvena Zvezda bajnokcsapatának.

### A válogatottban
A jugoszláv válogatott tagjaként részt vett az 1950-es brazíliai világbajnokságon.

## Sikerei, díjai
Crvena zvezda
- Jugoszláv bajnokság (Prva liga)
  - bajnok: 1952–53